# ريكاردو توريس
ريكاردو توريس هو لاعب كرة قاعدة كوبي، ولد في 16 أبريل 1891 في Regla ‏ في كوبا، وتوفي بنفس المكان في 17 أبريل 1960.

## وصلات خارجية
- ريكاردو توريس على موقعبيزبول رفرنس.كوم (الدوري الرئيسي) (الإنجليزية)
- ريكاردو توريس على موقعبيزبول رفرنس.كوم (الدوري الثانوي) (الإنجليزية)